# Al-Haul
Al-Haul oder al-Hol (arabisch الهول, DMG al-Haul ‚Sumpfland‘, auch bekannt als al-Hool und al-Houl) ist eine Stadt im Gouvernement al-Hasaka im nordöstlichen Syrien. Sie ist das Verwaltungszentrum des gleichnamigen Unterdistriktes al-Haul mit 22 Kommunen. Bei einer Volkszählung 2004 lebten 3.409 Menschen in der Stadt.
Während des Bürgerkriegs in Syrien wurde al-Haul durch den Islamischen Staat (IS) erobert. Durch seine strategische Lage und seine fast uniforme Einwohnerschaft aus Arabern wurde die Stadt zu einem wichtigen Ort für den IS.
Im November 2015 vertrieben die Demokratischen Kräfte Syriens (SDF) den IS aus al-Haul. Dies war der erste wichtige Sieg der erst kurz zuvor gegründeten SDF. Die nahegelegene Flüchtlings-Zeltstadt gilt auch nach Ansicht der deutschen Bundesregierung als Erziehungslager für zukünftige Kämpfer des IS.

## Geographie und Infrastruktur
Die Stadt liegt etwa 40 km östlich der Provinzhauptstadt al-Hasaka am südlichen Ufer des Wadis ʿAṭā Allāh. Während das Wadi ausgetrocknet ist, gibt es südlich der Stadt die Quelle ʿAin al-Haul. Um die Stadt herum gibt es einige Armeestützpunkte, die ehemals von den Streitkräften Syriens genutzt wurden.
Nördlich der Stadt verläuft eine Hauptstraße, die al-Hasaka über Tal Hamis mit dem Grenzübergang al-Yaʿrubiyya in den Irak verbindet. Südlich der Stadt liegt eine weitere Straße, die nach 20 km zum Grenzübergang Maʿbar Umm Yaris und weiter nach Dschabal Sindschar im Irak führt.

## Flüchtlingslager bei al-Hol

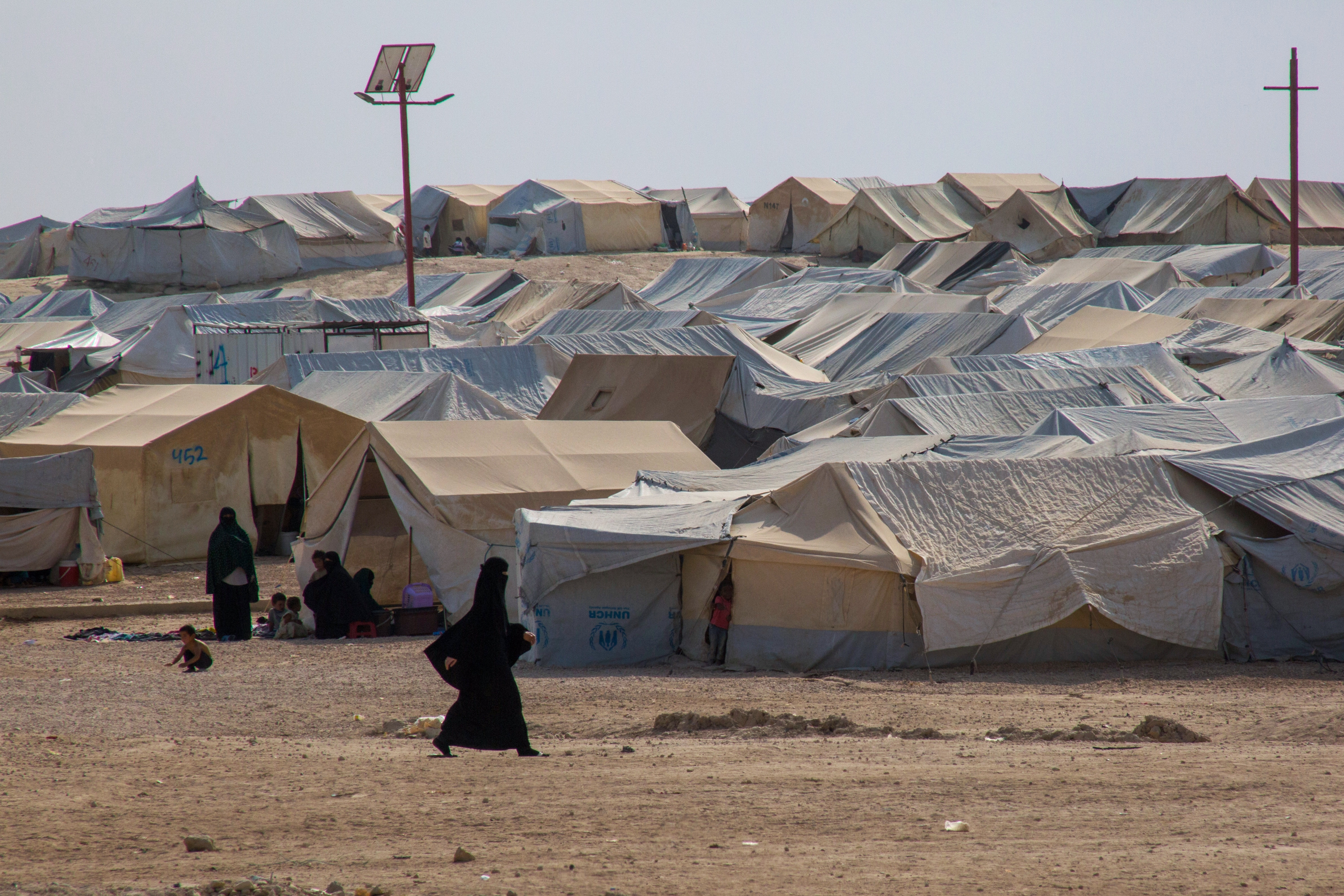
Die Zeltstadt al-Haul im Oktober 2019

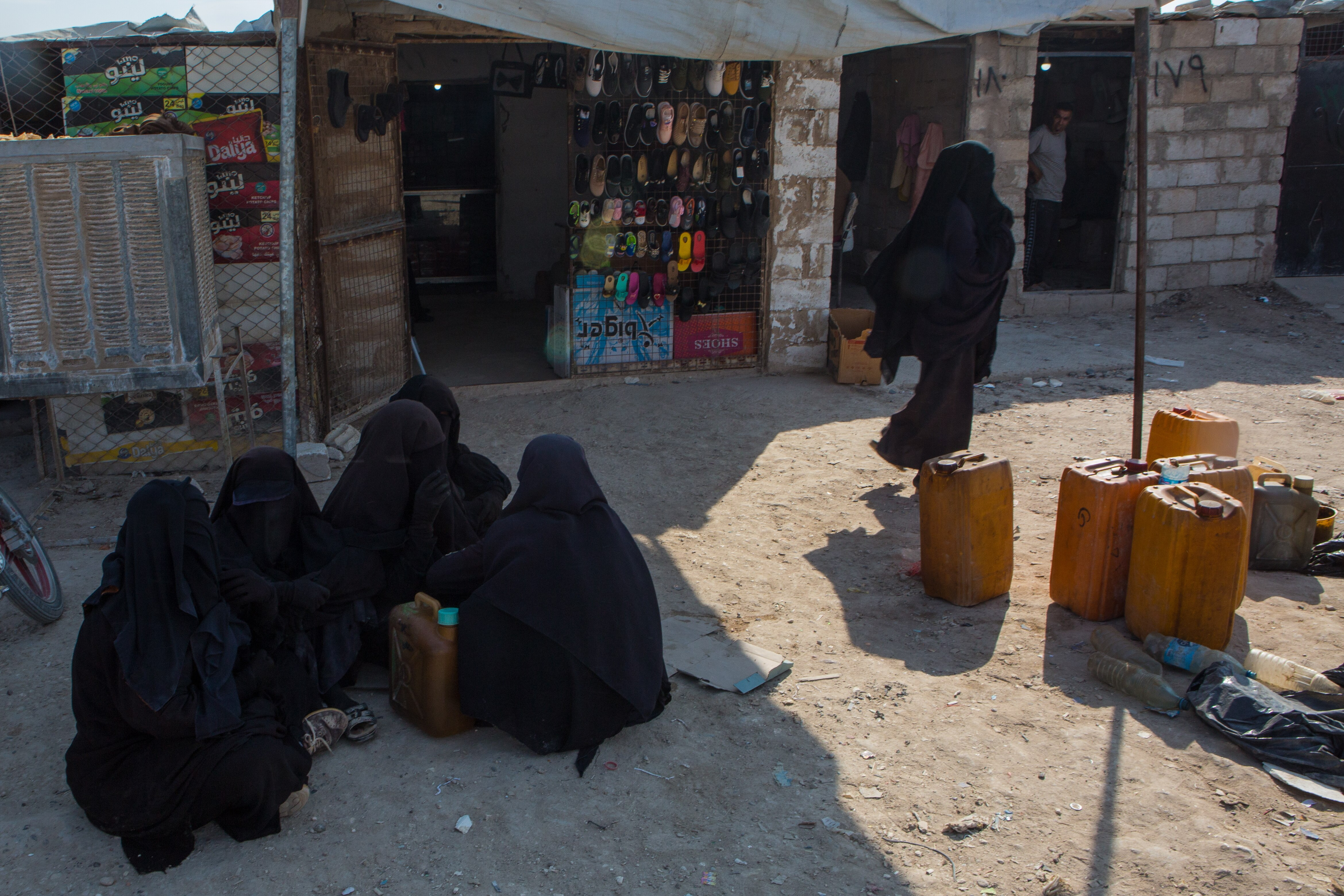
Die Zeltstadt al-Haul im Oktober 2019

Während des zweiten Golfkriegs wurde Anfang 1991 durch das UNHCR am südlichen Rand al-Hauls ein Flüchtlingslager errichtet, das in Kooperation mit der syrischen Regierung verwaltet wurde. Zusammen mit einem Lager bei al-Hasaka lebten mindestens 15.000 irakische Flüchtlinge in diesem Lager. Im Zuge des Irakkrieges 2003 wurde es wieder genutzt, als die irakische Regierung Tausende von Palästinensern des Landes verwies. Nachdem das Lager anschließend lange nicht gebraucht wurde, wurde es während des syrischen Bürgerkriegs wiedereröffnet und beherbergte Iraker, die vor den Kämpfen aus Mossul flohen.
Zwischenzeitlich fielen die Gebiete von Al-Haul und damit auch das Lager in die Hände des Islamischen Staates (IS). Im Laufe der Offensive der kurdischen Volksverteidigungseinheiten (YPG) zwischen Februar und März 2015 wurde der IS aus großen Teilen des östlichen Gouvernements al-Hasaka inklusive Tal Hamis und Tell Brak vertrieben. Die südöstliche Ecke um asch-Schaddadi und al-Haul blieb aber in der Hand des IS. 
Im Oktober 2015 gründete die YPG mit weiteren Partnern wie der arabischen Quwat as-Sanadid die SDF. Der Führer der Quwat as-Sanadid, Bandar al-Humaydi, sah die Befreiung al-Hauls und asch-Schaddadis als oberste Priorität der SDF. Ende Oktober 2015 begann die entsprechende Offensive, ausgehend von Tal Hamis. Am 11. November wurde Chatuniyah nordöstlich von al-Haul erobert. Einen Tag später wurde al-Haul von zwei Seiten her eingeschlossen und am 13. November eingenommen. Bei der weitergehenden Offensive wurde dann am 19. Februar 2016 asch-Schaddadi erobert.

### Von IS-Anhängerinnen dominierte Flüchtlings-Zeltstadt al-Haul
Lag die Personenanzahl im 2018 noch bei 9.000, so stieg seitdem die Anzahl, vor allem durch geflüchtete Familienangehörige von Kämpfern des islamischen Staates aus der Schlacht von Baghuz, bis März 2019 auf etwa 72.000 an, sodass sich das Lager zu einer regelrechten Zeltstadt entwickelte. Trotz oder gerade wegen der Vertreibung des IS und der Übernahme der Kontrolle durch die Demokratischen Kräfte Syriens (SDF) ist weiterhin ein Teil der Bevölkerung der Zeltstadt al Haul dem IS zugehörig. Eine Folge der stark angewachsenen Zeltstadt war, dass die kurdischen Behörden lange nicht einmal genau wussten, wer genau sich im Lager aufhielt. Die Registrierung der Insassen verlief im Frühjahr 2019 so chaotisch, dass nicht bekannt war, wie viele Personen im Lager lebten. Im Juni 2020 versuchten die SDF, dieses Problem zu beheben, indem sie das Lager von der Außenwelt abriegelten und in zwei Wochen die darin Lebenden samt biometrischen Daten erfassten und registrierten. Das Ergebnis: Mehr als 90 Prozent der Einwohner der Zeltstadt waren Frauen und Kinder. Die Staatsangehörigkeit der Bewohner teilte sich auf in 45 Prozent Iraker, 40 Prozent Syrer und 15 % mit anderer Staatsangehörigkeit.
Die Radikalsten unter den IS-Angehörigen sind ca. 10.000 Personen, die überwiegend keine syrische oder irakische Staatsangehörigkeit haben und in einem abgetrennten Teil des Camps (»Anbau«) von der SDF gefangen gehalten werden, in dem schärfere Einschränkungen gelten. Die Sicherheitslage in und um die Stand September 2020 insgesamt 72.000 Personen umfassende Flüchtlings-Zeltstadt ist schlecht, weil es nicht genügend Wachpersonal gibt. Bewachten bis zum Oktober 2019 rund 400 Sicherheitskräfte das Camp, waren es seitdem nur noch 300, da weitere 100 Personen im Kampf gegen die türkische Militäroffensive in Nordsyrien gebraucht wurden.
So haben IS-Anhängerinnen in der Zeltstadt eine islamische Religionspolizei und eine Hisba aufgestellt. Mehrfach wurde seit 2019 von gewaltsamen Übergriffen auf Personen berichtet, die sich dem IS gegenüber kritisch geäußert oder mit kurdischen Behörden zusammengearbeitet hatten. Dabei wurden routinemäßig Zelte von Abweichlern in Brand gesetzt. Einschätzungen, wonach die Ideologie des IS dort von IS-Anhängerinnen in organisierten Unterrichtsgruppen an ihre Kinder weitergegeben wurden, haben sich durch Reportagen bestätigt. In einigen Fällen sollen auch Jugendliche aktiv geworden sein, die bei den »Junglöwen des Kalifats« ausgebildet worden waren. Mehrere ideologisch-politisch motivierte Morde waren die Folge.
Laut der Einschätzung des Deutschen Instituts für internationale Politik und Sicherheit (SWP) ist die Bestechlichkeit ein Grund dafür, dass auch die Gefangenen im »Anbau« trotz Verbots Mobiltelefone erlangen können und Dutzenden die Flucht aus al-Haul gelungen ist. Menschenschmuggler verlangten für eine solche Flucht bis zu fünfstellige Summen. Spätestens Mitte 2019 tauchten Social-Media-Kanäle auf, in denen auf Englisch, Französisch, Arabisch und Deutsch (finanzielle) Hilfe für die Gefangenen in al‑Haul eingeworben wurde. Aus Europa, der Türkei und Syrien (speziell aus Idlib) soll Geld nach al-Haul geflossen sein.
Da Fälle von Tuberkulose, Syphilis und Diphtherie vorkommen und dort alleine innerhalb weniger Monate im Jahr 2019 mehr als 220 Kinder gestorben sind, dringt der Kurdische Rote Halbmond auf mehr Hilfe und auf eine Reduzierung der Flüchtlinge. Weiterhin kritisiert er in diesem Zusammenhang die Weigerung vieler Nationen IS-Anhänger, die aus diesen Nationen stammen, zurückzunehmen. Stand September 2021 beherbergte die überfüllte Zeltstadt, die aus zwei Bereichen besteht, noch mehr als 60.000 Menschen (davon laut Save the Children schätzungsweise 40.000 Kinder aus mehr als 60 Ländern). Laut Save the Children fehlt es in der Zeltstadt an allem: Es gibt gehäufte Berichte über Kinderarbeit. Mädchen drohe dort die Zwangsehe. Es fehle an sanitären Einrichtungen, an medizinischer Versorgung (darunter psychische Betreuung) und Zugang zu Bildung. Viele der Kinder seien Zeugen massiver Gewalt geworden und hätten Traumata davongetragen.
Stand März 2023 herrscht in dem Lager nach Angaben der Lagerverwaltung der Autonomen Administration von Nord- und Ostsyrien die Ideologie des islamischen Staats. Viele Frauen in dem Lager würden Kinder mit der Absicht zeugen, dadurch zu einem islamischen Staat beizutragen. Besonders überzeugte Islamistinnen würden ihre jugendlichen Söhne dazu drängen, andere Frauen zu heiraten und zu schwängern. Kinder würden dort lernen „Köpfe von Tieren abschneiden, um das Köpfen zu lernen. Sie unterrichten sie auch im Bauen von Minen“.
Im Jahr 2024 wurden geheime Waffendepots und Tunnel im Camp entdeckt. Nach Angaben der Leiterin des Camps ist der Bereich, in dem Nichtsyrer bzw. Ausländer untergebracht sind, der extremistischste. Dort hielten sich 6.000 ausländische IS-Anhänger aus 42 Nationen auf. Die Leiterin kritisierte, dass die Selbstverwaltung in Nordostsyrien von der internationalen Gemeinschaft mit der Problematik allein gelassen werde, da die Länder nicht bereit seien, die Dschihadisten zurückzunehmen.